# Sergio Barrientos Chavarriaga
Sergio Barrientos Chavarriaga (29 de juny de 1986) és un jugador d'escacs colombià que té el títol de Gran Mestre Internacional des de 2011.
A la llista d'Elo de la FIDE del juliol de 2022, hi tenia un Elo de 2477 punts, cosa que en feia el jugador número 5 (en actiu) de Colòmbia. El seu màxim Elo va ser de 2519 punts, a la llista de gener de 2012.

## Resultats destacats en competició
L'agost de 2003 fou tercer de l'Obert Ciutat de Badalona (el campió fou Víktor Moskalenko). El 2011 fou campió absolut de Colòmbia.

### Participació en olimpíades d'escacs
Barrientos ha participat, representant Colòmbia, en cinc Olimpíades d'escacs entre els anys 2004 i 2012, amb un resultat de (+26 =13 –15), per un 60,2% de la puntuació. El seu millor resultat el va fer a les Olimpíada del 2010 en puntuar 8½ de 11 (+6 =5 -0), amb el 77,3% de la puntuació, amb una performance de 2589.